# شراب سعال سام
منذ التسعينيات، حدثت العديد من حالات التسمم الجماعي من أدوية السعال في البلدان النامية. في هذه الحالات، تم استبدال أحد مكونات شراب السعال، غليسرول، ببديل أرخص وهو غلايكول ثنائي الايثيلين الذي قد يلحق الضرر بالدماغ ، الرئتين، الكبد والكلى.